# Raphael de Oliveira
Raphael Raymundo de Oliveira (* 5. Februar 1979 in São José do Rio Preto) ist ein ehemaliger brasilianischer Sprinter.
Bei den Leichtathletik-Weltmeisterschaften 1999 in Sevilla gewann er gemeinsam mit Claudinei da Silva, Édson Ribeiro und André da Silva die Bronzemedaille in der 4-mal-100-Meter-Staffel. Wenige Wochen zuvor hatte das Quartett den Titel bei den Panamerikanischen Spielen in Winnipeg errungen. 2001 wurde de Oliveira Südamerikameister im 100-Meter-Lauf.
Raphael de Oliveira ist 1,70 m groß und hatte ein Wettkampfgewicht von 68 kg.

## Bestleistungen
- 100 m: 10,20 s, 7. Mai 2000, Bogotá
- 200 m: 20,83 s, 3. Juni 2001, São Paulo
- 60 m (Halle): 6,67 s, 4. Februar 2006, Samara